# 1184 هـ
1184 هـ هي سنة في التقويم الهجري امتدت مقابلةً في التقويم الميلادي بين سنتي 1770 و1771.

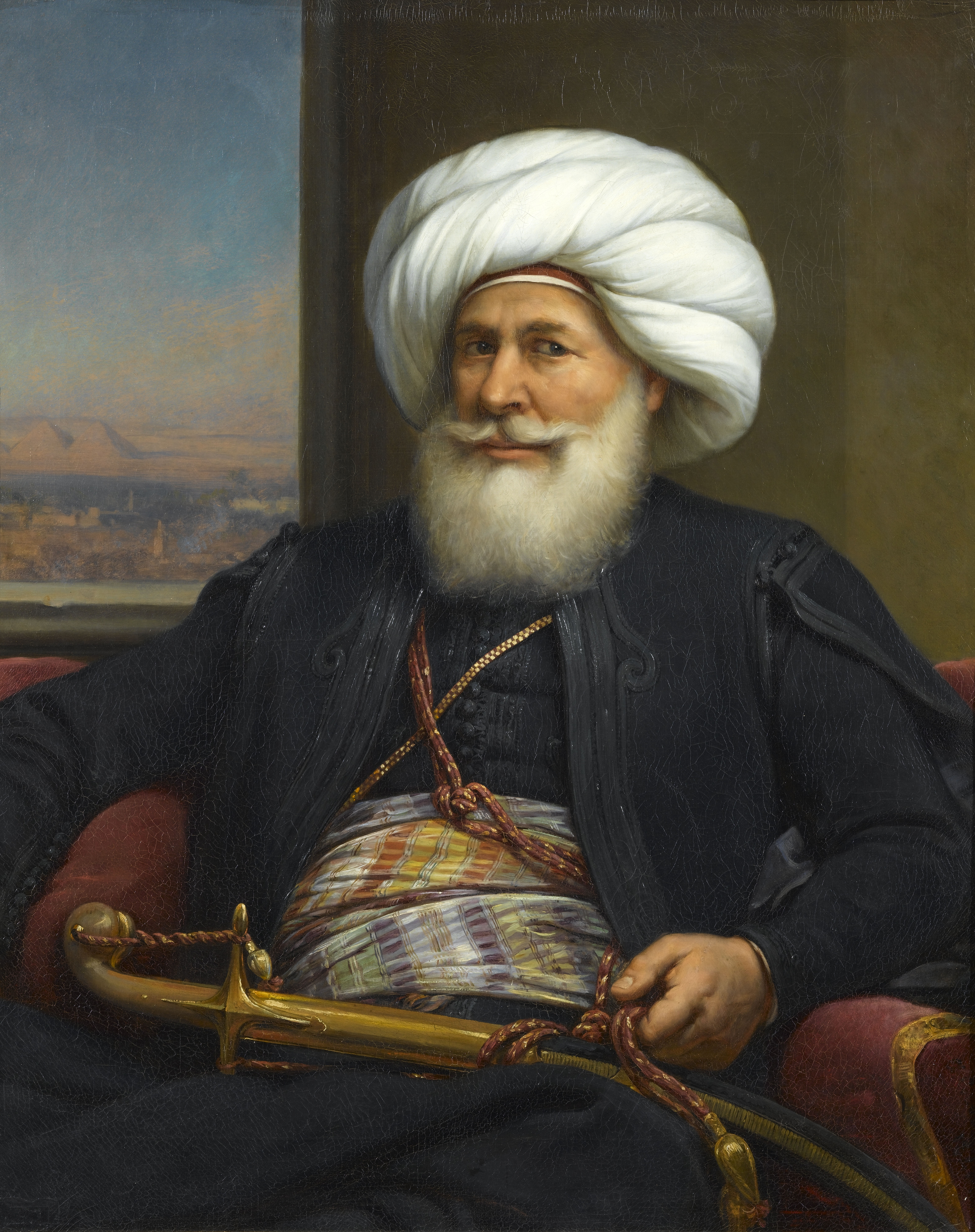
محمد علي باشا

## أحداث
- المهندس أحمد الإنجليزي ينتهي من بناء ميناء الصويرة في عهد السلطان محمد الثالث.

## مواليد
- آفتاب خراسان
- محمد علي باشا

## وفيات
- محمد الصغير بن يوسف